# 할리 퀸
할리 퀸(영어: Harley Quinn)은 미국의 만화 DC 코믹스의 등장인물로, 배트맨의 대립인물이다. 본명은 할린 프랜시스 퀸젤(Harleen Frances Quinzel)이다. 폴 디니와 브루스 팀에 의해 창조되었다. 1992년 9월 애니메이션 《배트맨》에서 제일 처음 등장하였으며, 만화책에서는 1993년 9월 The Batman Adventures #12에 처음 등장하였다. 뉴욕 사투리를 잘 구사하는 것으로 묘사되어 있다.
DC 애니메이티드 유니버스에서 알린 소킨이 목소리 연기를 하였으며, 이 외에도 힌든 월치, 타라 스트롱이 여러 비디오 게임에서 목소리 연기를 하였다. 드라마 《버즈 오브 프레이》에서는 미아 사라가 연기하였다. 2016년 공개된 《수어사이드 스쿼드》에서는 마고 로비가 연기하였다.

## 담당 배우

### TV 드라마
- 버즈 오브 프레이(2002) - 미아 세라
- 애로우: 어둠의 기사(2014) - 캐시디 알렉사, 타라 스트롱(목소리)
- 고담(2018) - 프랜체스카 루트도드슨(에코)

### 영화
- 수어사이드 스쿼드(2016) - 마고 로비
  - 버즈 오브 프레이 (할리 퀸의 황홀한 해방)(2020) - 마고 로비
  - 더 수어사이드 스쿼드(2021) - 마고 로비
- 조커: 폴리 아 되(2024) - 레이디 가가(리 퀸젤)

## 담당 성우

### TV 애니메이션
- 배트맨(1992) - 알린 소킨
- 더 배트맨(2004) - 힌든 월치
- 배트맨 더 브레이브(2008) - 메건 스트레인지
- 저스티스 리그 액션(2016) - 타라 스트롱
- DC 슈퍼히어로 걸스(2019) - 타라 스트롱
- 할리 퀸(2019) - 케일리 쿼코
- 배트맨: 케이프드 크루세이더(2024) - 제이미 정
- 이세계 수어사이드 스쿼드(2024) - 나가세 안나(일본어)/칼리 호크(영어)

### 장편 애니메이션
- 저스티스 리그: 플래시포인트 패러독스(2013) - 힌든 월치(요요)
  - 수어사이드 스쿼드: 헬 투 페이(2018) - 타라 스트롱
  - 배트맨: 허쉬(2019) - 힌든 월치
  - 저스티스 리그: 아포콜립스 워(2020) - 힌든 월치
- 배트맨: 아캄 습격(2014) - 힌든 월치
- 레고 저스티스 리그: 고담시티 브레이크아웃(2016) - 타라 스트롱
  - 레고 DC 슈퍼 히어로 걸즈: 브레인 드레인(2017) - 타라 스트롱
  - 레고 DC 슈퍼히어로 걸즈: 슈퍼 빌런 하이(2018) - 타라 스트롱
- DC 슈퍼 히어로 걸즈: 히어로 오브 더 이어(2016) - 타라 스트롱
  - DC 슈퍼 히어로 걸즈: 인터걸랙틱 게임스(2017) - 타라 스트롱
  - DC 슈퍼 히어로 걸즈: 아틀란티스의 전설(2018) - 타라 스트롱
- 배트맨과 할리 퀸(2017) - 멀리사 라우치
- 배트맨과 투페이스(2017) - 시레나 어윈
- 레고 배트맨 무비(2017) - 제니 슬레이트
  - 레고 무비 2(2019) - 마고 루빈
- 배트맨 닌자(2018) - 쿠기미야 리에(일본어)/타라 스트롱(영어)
- 배트맨 vs. 닌자 거북이(2019) - 타라 스트롱
- 인저스티스(2021) - 길리언 제이컵스

### 비디오 게임
- 레고 배트맨(2008) - 그레이 딜라일
  - 레고 배트맨 2: DC 슈퍼히어로즈(2012) - 로라 베일리
  - 레고 배트맨 3: 비욘드 고담(2014) - 타라 스트롱
  - 레고 디멘션즈(2015) - 타라 스트롱
  - 레고 DC 슈퍼빌런(2018) - 타라 스트롱
- 배트맨: 아캄 어사일럼(2009) - 알린 소킨
  - 배트맨: 아캄 시티(2011) - 타라 스트롱
  - 배트맨: 아캄 오리진(2013) - 타라 스트롱
  - 배트맨: 아캄 나이트(2016) - 타라 스트롱
  - 수어사이드 스쿼드: 킬 더 저스티스 리그(2024) - 타라 스트롱
- 인저스티스: 갓즈 어몽 어스(2013) - 타라 스트롱
  - 인저스티스 2(2017) - 타라 스트롱
- 인피닛 크라이시스(2015) - 타라 스트롱
- 배트맨: 디 에너미 위딘(2017) - 로라 포스트
- 고담 나이츠(2022) - 카리 월그런

## 같이 보기
- 범죄도착증